# Шистосомози
Шистосомози (також відомі під назвою більгарціоз, молюскова гарячка, гарячка Катаяма, тощо) — група гельмінтозів, які спричинюють гельмінти, що є різними видами кров'яних смоктальників роду Schistosoma, родини Schistosomatidae. ВООЗ вважає шистосомози другою після малярії руйнівною за соціальним та економічним значенням паразитарною проблемою світу. Хоча летальність від шистосомозів не є значною, але вони спричинюють зниження якості життя, відставання дітей у розвитку, інвалідність. Ці гельмінтози становлять небезпеку для мандрівників, які їздять до регіонів поширення цих інвазій.
Шистосомози можуть уражати сечовивідні шляхи або кишки. Серед клінічних проявів виділяють біль у животі, діарею, появу крові у фекаліях або сечі. У пацієнтів, які хворіють тривалий час, можуть спостерігатися ураження печінки, нирок, безпліддя або рак сечового міхура. У дітей спостерігається зупинка в рості та знижена здатність до навчання.

## Історичні факти
Шистосомоз, який іноді називають більгарціозом, був відкритий Теодором Більгарцем, німецьким хірургом, який працював у Каїрі й вперше виявив збудника Schistosoma hematobium у 1851 році.

## Актуальність
Понад 240 млн людей, 90 % з яких проживають в Африці, інфіковані шистосомами. Приблизно 700 млн людей піддаються ризику зараження в 76 країнах, де ці хвороби вважаються ендемічними, оскільки їхня сільськогосподарська робота, домашні справи та рекреаційна діяльність піддаються впливу зараженої води. Щорічно в усьому світі 200 тисяч смертей пов'язані з шистосомозом. У деяких країнах передачу перервано. За оцінками ВООЗ, близько 251,4 млн людей потребували профілактичного лікування шистосомозу в 2021 році. 75,3 млн людей пройшли лікування в тому ж році.
Шистосомози окрім найбільшого поширення в Африці, також зустрічаються в Азії та Південній Америці. Від стародавніх часів до початку XX століття один із симптомів сечостатевого шистосомозу — кров у сечі (гематурія) — вважався чоловічим різновидом менструації в Єгипті, а отже слугував обрядом ініціації для хлопчиків.
Шистосомози належать до групи забутих тропічних хвороб.

## Етіологія

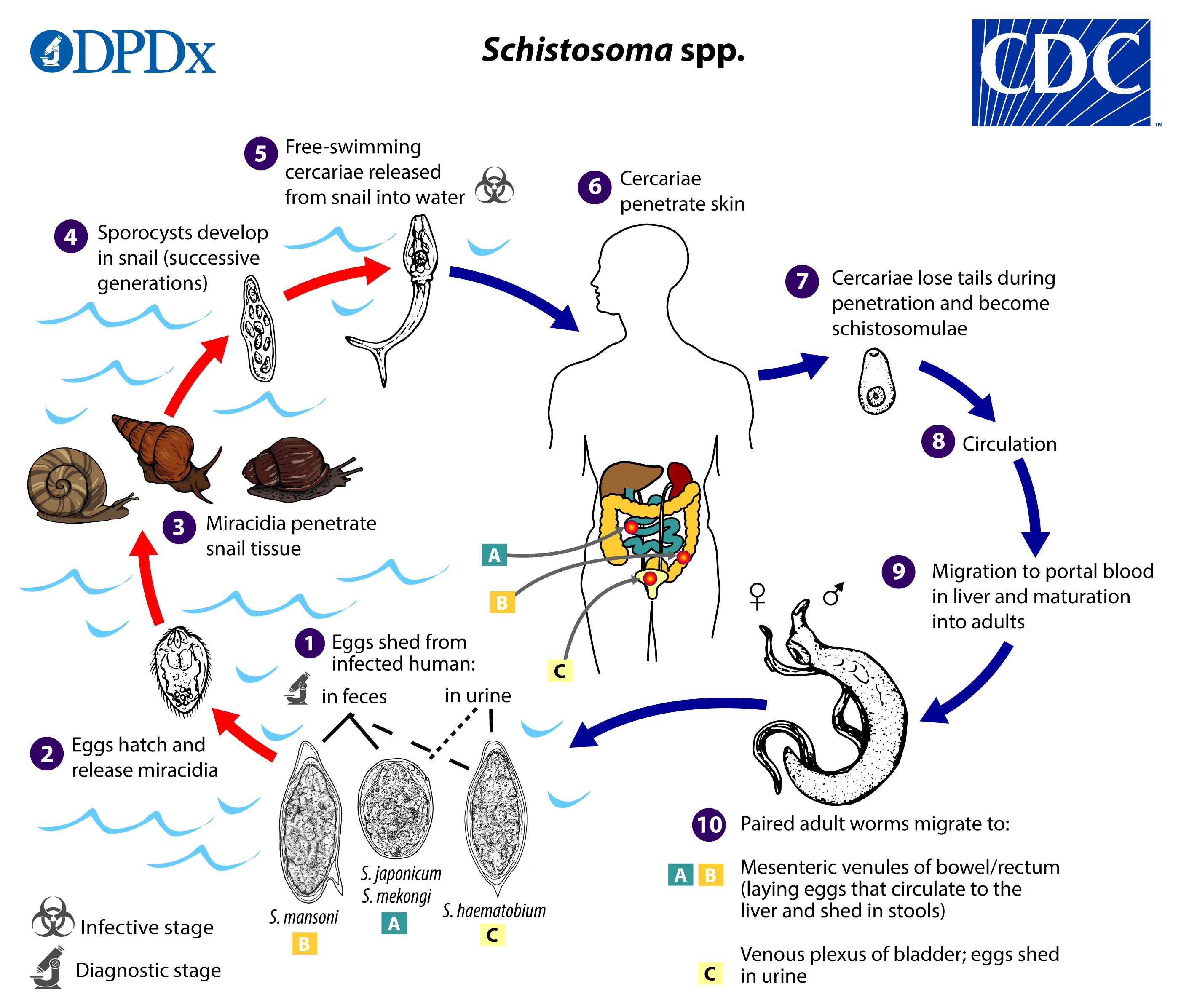
Життєвий цикл шистосом

На відміну від інших трематод шистосоми є роздільностатевими. Більшість шистосомозів людини спричинюють S. haematobium, S. mansoni та S. japonicum. Менш поширені види, такі як S. mekongi, S. intercalatum і S. guinessnsis, також здатні спричинити системні захворювання людини. Інші шистосоми, які уражають птахів або ссавців, здатні спричинити церкаріозний дерматит у людей.
Всі шистосоми, які облігатно паразитують у людей, є біогельмінтами з наявністю проміжного хазяїна — прісноводного молюска.

## Епідеміологічні особливості
Збудники потрапляють в організм людини в результаті контакту з водою, яка містить паразитів. У воду паразити потрапляють з інфікованих прісноводних молюсків. Різні види шистосом мають проміжними хазяями різні роди молюсків:
- Biomphalaria для S. mansoni.
- Oncomelania для S. japonicum.
- Tricula (Neotricula aperta) для S. mekongi.
- Bulinus для S. haematobium і S. intercalatum.

Потрапляння личинок із заражених водойм в організм людини йде активно перкутанно (через шкіру) або через слизові ротоглотки. Інвазія відбувається під час купання, при обробці поливних земель, пранні, рибній ловлі, при меліоративних роботах, під час переходу мілководних водойм вбрід без взуття, будівництві мостів, переправ, гребель, а також при використанні контамінованої води для пиття. Шистосомози особливо поширені серед дітей у країнах, що розвиваються, оскільки вони часто грають в інфікованій воді. До інших груп високого ризику належать фермери, рибалки та люди, які використовують інфіковану воду в щоденній діяльності.
Шистосоми можуть виживати і розмножуватися в організмі людини роками і навіть десятиліттями. Таким чином, особи, які подорожували або іммігрували, можуть звертатися з активними випадками гострого або хронічного шистосомозу та/або пов'язаних із ним ускладнень. Більшість інфікованих пацієнтів залишаються безсимптомними. Гострі прояви частіше зустрічаються у неімунних мандрівників. Це пов'язано із серйозною імунною відповіддю після зараження.

## Патогенез
Після проникнення під шкіру або під слизову відбувається міграція личинок шистосом до місця подальшої локалізації, де вони перетворюються в доросли особини, самки починають виділяти яйця. Причиною проявів шистосомозів є реакція організму на яйця гельмінтів, а не на них самих. Антигени, що вивільняються, стимулюють гранулематозну реакцію за участю Т-клітин, макрофагів та еозинофілів, що призводить до клінічного захворювання). Симптоми та клінічні ознаки напряму залежать від кількості та місця розташування яєць, що потрапили в тканини. Спочатку запальна реакція легко оборотна. На останніх стадіях захворювання патологія пов'язана з відкладенням колагену і фіброзом, що призводить до пошкодження органів, яке може бути вже лише частково оборотним.

## Класифікація
У МКХ-10 включено окремий підклас «Шистосомоз» (В65). У ньому виділяють:
- Шистосомоз, спричинений Schistosoma haematobium (сечостатевий шистосомоз) (В65.0)
- Шистосомоз, спричинений S. mansoni (кишковий шистосомоз) (В65.1)
- Шистосомоз, спричинений S. japonicum (В65.2)
- Дерматит, спричинений церкаріями (зумовлений пташиними шистосомами) (В65.3)
- Інші шистосомози (шистосомози, спричинені S. intercalatum, S. guineansis, S. mekongi, а також деякими тваринними шистосомами) (В65.8)
- Шистосомоз не уточнений (В65.9)

Пацієнти з гострим шистосомозом (синдром Катаяма) зазвичай починають хворіти через 2-8 тижнів після контакту з інфікованою водою. Брід і купання в прісній воді в тропічних регіонах призводить до проникнення шистосом в організм. Гарячка, млявість, нездужання та міалгія є найбільш поширеними проявами синдрому Катаяма. Менш поширеними є кашель, головний біль, анорексія та висип (уртикарний або папульозний). Також можуть виникати біль у правому верхньому квадранті живота та кривава діарея.

### Сечостатевий шистосоматоз
При ньому дорослі гельмінти живуть у системі ворітної вени, розгалуженнях мезентеріальних вен і у венозних сплетіннях малого тазу, особливо сечового міхура. Найбільше поширений цей шистосомоз в Африці, Ближньому та Середньому Сході, Індії. Самиці відкладають яйця в дрібних венозних судинах, звідки вони виносяться у сечовий міхур і з сечею виводяться з організму. Основною клінічною ознакою сечостатевого шистосомозу є гематурія, У запущених випадках часто розвивається фіброз сечового міхура і сечоводів, ураження нирок. Можливим ускладненням на останніх стадіях є рак сечового міхура. У жінок сечостатевий шистосомоз може призводити до вагінальних кровотеч, болю під час статевого акту і утворення вузлів на зовнішніх статевих органах, безпліддя. У чоловіків він може призводити до розвитку патології сім'яних пухирців, передміхурової залози та інших органів, азоспермії. Сечостатевий шистосомоз є суттєвим фактором ризику ВІЛ-інфікування, особливо у жінок.

### Кишковий шистосомоз
Широко поширений у країнах Африки (Єгипет, обидва Судани, Замбія, Танзанія, ЦАР, ДР Конго, Камерун, Ліберія тощо), Південної й Центральної Америки (Венесуела, Гвіана, Бразилія, Суринам, Гаїті, Домініканська республіка, Пуерто-Рико). Він характеризується проживанням дорослих особин у судинах травного тракту, переважно товстого кишечника. Гельмінтоз спричинює біль у животі, діарею і появу крові у випорожненнях. У запущених випадках (через 10-15 років після початку) спостерігається збільшення печінки та селезінки, що часто пов'язано з накопиченням рідини в черевній порожнині та гіпертензією абдомінальних кров'яних судин із розвитком синдрому портальної гіпертензії.

### Шистосомоз, спричиненийS. japonicum(японський) таS. mekongi(меконговий)
Клінічні прояви нагадують клінічний перебіг кишкового шистосомозу, але самиці цих видів відкладають велику кількість яєць, які часто заносяться в легені, печінку, ЦНС та інші органи, що призводить до численних серйозних судинних порушень у них. При цих шистосомозах тварини, особливо велика рогата худоба, можуть бути серйозним джерелом інфекції. Японський шистосомоз реєструється в Індонезії, Китаї, Малайзії, Філіппінах, Японії. Він поширений як у зоні вологих тропічних лісів, так і в зонах із субтропічним типом рослинності. Меконговий шистосомоз зустрічається в Камбоджі, Лаосі та Таїланді.

### Шистосомоз інтеркалатний, спричиненийS. intercalatum, та гвінейській, зумовленийS. guineansis
Мають клінічні прояви як при кишковому шистосомозі, але загалом доброякісний перебіг. Шистосомоз інтеркалатний реєструється в ДР Конго, Габоні, Камеруні, Чаді, а гвінейський — у деяких регіонах західної Африки.

## Діагностика
Шистосомози діагностують, виявляючи яйця паразитів у сечі або фекаліях пацієнта. Через відносно низькі рівні відкладання яєць шистосомами потрібно застосовувати дослідження калу по Като, методики флотації, осадження або спеціальні методики, засновані на фототропізмі личинок. Наразі в багатьох країнах використовуються ІФА для виявлення в крові антитіл до шистосом.

## Лікування
У лікуванні шистосомозу широко використовується празиквантел. Його призначають амбулаторно у вигляді одноразової дози 40 мг / кг. Празиквантел можна призначати вагітним після першого триместру вагітності. Пацієнти повинні отримувати його та кортикостероїди, особливо у разі гострого захворювання. Не менше 60% хворих видужують після одноразового лікування празиквантелом. У осіб, які не вилікувалися, препарат зменшує виведення яєць на 90%. 
Кортикостероїди зменшують запалення і допомагають придушити алергічні та токсичні реакції, які виникають внаслідок швидкого знищення паразитів. Оскільки недозрілі шистосоми менш сприйнятливі до лікування, ніж зрілі, необхідно провести в разі гострого захворювання другий курс лікування. Він проводиться за кілька тижнів після першого курсу терапії.
Пацієнти з тяжкими ускладненнями, такими як шлунково-кишкова кровотеча, непрохідність шлунково-кишкового тракту, ниркова недостатність, серцева недостатність, ускладнення з боку ЦНС, супутній сепсис потребують стаціонарного лікування.

## Профілактика
З-поміж методів попередження хвороби — розширення доступу населення до чистої води та скорочення кількості молюсків. У районах поширення шистосомозів цілі групи населення піддають медикаментозному лікуванню одноразово та щорічно з допомогою празиквантелу. Це робиться з метою зменшення кількості інфікованих людей, а отже й для попередження хвороби в майбутньому. Всесвітня організація охорони здоров'я також рекомендує празиквантел пацієнтам, які точно знають, що заражені.